# Олександрійський музей миру
Олександрі́йський музе́й ми́ру — єдиний в Україні і один з 15 музеїв такого напрямку на планеті. Музей має історичний профіль.

## Історія
Засновник і перший директор музею Миру — Інна Шульга. Свій початок музей веде від загону слідопитів-пошуковців під назвою «Пошук», створений 6 грудня 1973 року Інною Шульгою, вчителем історії і музеєзнавцем, при міському Палаці піонерів та школярів ім. О. Шакало.
Загін провадив пошук радянських воїнів з Олександрійщини, що загинули під час Другої Світової війни на рідній землі та в країнах Європи, увічнював імена полеглих воїнів у Книзі Пам'яті України. Пошуковці брали участь у обласних, республіканських і всесоюзних конкурсах-вікторинах, спрямованих на вивчення історії рідного краю, боротьби за мир у світі.
8 листопада 1987 року Рішенням № 193 виконавчого комітету Олександрійської міської ради на основі зібраного матеріалу було засновано музей. Урочисте ж відкриття в окремому приміщенні відбулося 1 листопада 1990 року, музей розмістився на першому поверсі житлового п'ятиповерхового будинку по вулиці 50 років Жовтня, фактично на центральній площі міста — площі Леніна.
Постановою Управління культури Кіровоградського облвиконкому № 8 від 28 березня 1991 р. музею присвоєно статус «Народний».
У 1991 році Олександрійський Народний музей Миру був занесений до Каталогу Міжнародного Центру юнацького туризму (Лондон) як один з найцікавіших оглядових об'єктів Європи.
Рішенням Олександрійського міськвиконкому № 423 від 2 липня 1996 р. музей одержав статус «Державного».

## Експозиція
В фондах музею Миру близько 8 тисяч експонатів. Бібліотека музею нараховує близько 2 000 книг.
Експозиція музею Миру складається із трьох зал: зала України, зала миру і етнографічна зала «Світлиця козака Вуса».
Зала миру є першою і найстарішою залою музею. В ній зібрані експонати і матеріали, які показують наслідки воєн, і також описується міжнародний рух за мир на планеті. Постійні виставки в залі: «Перша світова війна»; «Громадянська війна»; «Друга Світова та Велика Вітчизняна війни»; остання складається з кількох виставок: «Початок Другої світової та Великої Вітчизняної воєн», «Звірства фашизму», «Антифашистський рух опору», «Окупація України 1941 р.», «Капітуляція Німеччини 1945 р.», «Перший Парад Перемоги, який готував наш земляк Маршал СРСР Кошовий П. К.», «Суд над фашистськими злочинцями», «Жах Хіросіми».
Виставка «Мир і Милосердя» присвячена створенню та діяльности Міжнародного Комітету Червоного Хреста.
Крім того, експонати Зали миру показують створення та діяльність ООН, миротворчу місію Збройних Сил України, діяльність Української Ради Миру та української діаспори за кордоном. Є кілька виставок на специфічну тематику: «Космічні кроки України», (розповідає про досягнення України у космічній галузі), «Україна — Китай» (показує дружню співпрацю цих країн).

Зала України містить експозицію, що має назву «Україна в боротьбі за незалежність і мир». В хронологічній послідовності подані історичні періоди від 512 р. до н. е. і до сьогодення. Перша, хронологічно, виставка присвячена скіфам. В залі діють постійні виставки: «Київська Русь», «Культура України», «На історичному шляху державності».

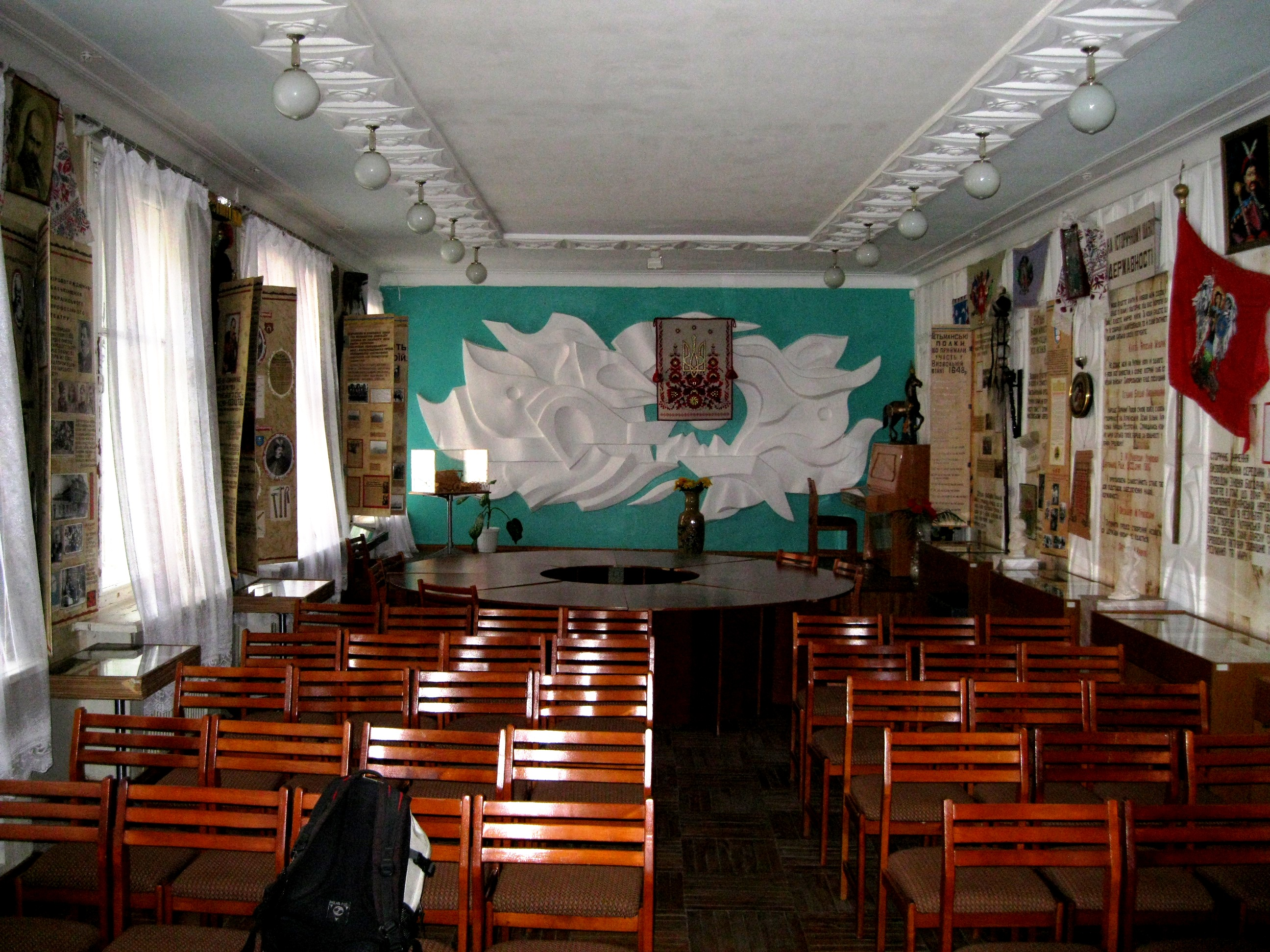

Етнографічна зала «Світлиця козака Вуса» є найновішою залою музею, створеною вже після смерті засновниці музею Інни Шульги. Зала містить експонати що ілюструють побут та звичаї українського народу, народні розписи інтер'єрів осель, національний костюм, розвиток писанкарства, тощо.

## Графік роботи
Музей працює з 8 до 18 години, (сб., нд. — з 9 до 17 години), вихідний — п'ятниця.